# Leva soluta
Leva soluta är en insektsart som beskrevs av Bolívar, I. 1914. Leva soluta ingår i släktet Leva och familjen gräshoppor. Inga underarter finns listade i Catalogue of Life.